# Gwizdokos fioletowy
Gwizdokos fioletowy (Myophonus caeruleus) – gatunek średniej wielkości ptaka z rodziny muchołówkowatych (Muscicapidae). Występuje w Azji Środkowej, na Półwyspie Indyjskim, w Chinach oraz Azji Południowo-Wschodniej. Nie jest zagrożony wyginięciem.

## Taksonomia
Po raz pierwszy gatunek formalnie opisał Giovanni Antonio Scopoli w 1786. Holotyp pochodził z Chin (z Kantonu, co nie jest doprecyzowane w tekście). Autor nadał nowemu gatunkowi nazwę Gracula caerulea. W 1782 gwizdokosa fioletowego opisał Pierre Sonnerat, nadając mu przy tym jedynie francuską nazwę zwyczajową Le Merle Bleu de la  Chine. Charakterystyka nieznanego dotąd ptaka znalazła się w raporcie z wyprawy do Indii Wschodnich i Chin, która trwała od 1774 do 1781 – Voyage aux Indes orientales et a la Chine.... Towarzyszyła jej tablica o numerze 108. Obecnie (2021) Międzynarodowy Komitet Ornitologiczny (IOC) umieszcza gwizdokosa fioletowego w rodzaju Myophonus.
IOC wyróżnia 6 podgatunków, podobnie jak autorzy Handbook of the Birds of the World (HBW), Clements Checklist of Birds of the World (2019) i listy ptaków świata opracowywanej przy współpracy BirdLife International z autorami HBW (5. wersja online: grudzień 2020). Są to:
- M. c. temminckii Vigors, 1831
- gwizdokos fioletowy[3], M. c. caeruleus (Scopoli, 1786)
- M. c. eugenei Hume, 1873
- M. c. crassirostris Robinson, 1910
- M. c. dichrorhynchus Salvadori, 1879
- gwizdokos duży[3], M. c. flavirostris (Horsfield, 1821)

Powyższe autorytety nie uznają odrębności M. c. turcestanicus (Zarudny, 1909). Zdaniem autorów HBW jego przedstawicieli nie można odróżnić od przedstawicieli M. c. temminckii. Gwizdokos duży bywał podnoszony do rangi gatunku, lecz bez uzasadnienia dla takiej decyzji.

### Filogeneza
Dostępne badania nie dostarczają informacji o pozycji wszystkich gatunków gwizdokosów w rodzaju Myophonus, złożonego zależnie od ujęcia z 7 albo z 9 gatunków. Według Jetz et al. (2012), którzy uwzględnili ich 3, gwizdokos fioletowy i błękitny (M. glaucinus) to gatunki siostrzane stanowiące grupę siostrzaną wobec gwizdokosa lśniącego (M. melanurus):
|  | \| \| M. caeruleus \| \| \| \| \| \| M. glaucinus \| \| \| \| |
|  |                                                               |
|  | M. melanurus                                                  |
|  |                                                               |
|  | M. caeruleus                                                  |
|  |                                                               |
|  | M. glaucinus                                                  |
|  |                                                               |

|  | M. caeruleus |
|  |              |
|  | M. glaucinus |
|  |              |

|  | \| \| M. caeruleus \| \| \| \| \| \| M. glaucinus \| \| \| \| |
|  |                                                               |
|  | M. melanurus                                                  |
|  |                                                               |
|  | M. caeruleus                                                  |
|  |                                                               |
|  | M. glaucinus                                                  |
|  |                                                               |

|  | M. caeruleus |
|  |              |
|  | M. glaucinus |
|  |              |

Moment oddzielenia się linii rozwojowej M. caeruleus+M. glaucinus oszacowano na 8,2 mln lat temu, a rozdzielenia się tych dwóch gatunków – na 6,1 mln lat temu. Dwa taksony są uznawane albo za osobne gatunki, albo podgatunki gwizdokosa błękitnego – gwizdokos kasztanowaty (M. (g.) castaneus) i gwizdokos ciemny (M. (g.) borneensis). Nagy (2019) potraktował gwizdokosa ciemnego jako gatunek. Uzyskane drzewo filogenetyczne pokazuje bliższe pokrewieństwo M. (g.) borneensis wobec gwizdokosa fioletowego niż wobec błękitnego. Ten ma stanowić gatunek siostrzany wobec M. melanurus, a ich linie rozwojowe rozeszły się wcześniej niż wspomnianych dwóch taksonów. W tym ujęciu przypisanie M. (g.) borneensis do gwizdokosa błękitnego utworzyłoby takson parafiletyczny:
|  | M. caeruleus       |
|  |                    |
|  | M. (b.) borneensis |
|  |                    |

|  | M. melanurus |
|  |              |
|  | M. glaucinus |
|  |              |

|  | M. caeruleus       |
|  |                    |
|  | M. (b.) borneensis |
|  |                    |

|  | M. melanurus |
|  |              |
|  | M. glaucinus |
|  |              |

Delacour opublikował w 1942 pracę poświęconą całemu rodzajowi Myophonus. Wówczas (lata 40.–50. XX wieku) dopiero zaczynały się rozwijać trzy główne kierunki systematyki, a pojęcie „systematyki zoologicznej” (kladystyki) jeszcze nie funkcjonowało, opracował je później Willi Hennig. Delacour sporządził „diagram” (zbliżony do współcześnie rozumianego kladogramu) dla całego rodzaju. Gwizdokosa fioletowego umieścił na szczycie. Według „diagramu” najwcześniej wyodrębniły się podgatunki M. c. eugenei, M. c. caeruleus i „M. c. turkestanicus”, a najpóźniej wyłonił się M. c. flavirostris.

## Morfologia
Długość ciała wynosi 29–35 cm, masa ciała – 136–231 g. Wymiary szczegółowe, podane w milimetrach, przedstawiono w poniższej tabeli.
| Podgatunki                                         |        | n  | Długość skrzydła | Dł. ogona                       | Dł. skoku | Dł. dzioba | Źródła |
| -------------------------------------------------- | ------ | -- | ---------------- | ------------------------------- | --------- | ---------- | ------ |
| (1) M. c. crassirostris i (2) M. c. dichrorhynchus | samce  | 14 | 165–180          | (1) 118,1–132,4 (2) 113,1–118,5 | 50,7–54,5 | 28,2–39,5  | [ 14 ] |
| (1) M. c. crassirostris i (2) M. c. dichrorhynchus | samice | 17 | 152–166          | (1) 103,9–115,6 (2) 99,6–110,9  | 46,5–53,2 | 28,2–39,5  | [ 14 ] |
| M. c. temminckii                                   | ―      | ―  | 159–180          | 116–141                         | 48–54     | 31–40      | [ 12 ] |
| M. c. caeruleus                                    | ―      | ―  | 158–178          | 114–132                         | 47–54     | 29–32      | [ 12 ] |
| „M. c. turkestanicus”                              | ―      | ―  | 178–200          | 140–164                         | 48–52     | 34–36      | [ 12 ] |
| M. c. eugenei                                      | ―      | ―  | 165–181          | 123–158                         | 48–54     | 34–37      | [ 12 ] |
| M. c. flavirostris                                 | ―      | ―  | 160–162          | 120–133                         | 48–54     | 36–42      | [ 12 ] |

Dalszy opis dotyczy podgatunku nominatywnego, o ile nie wskazano inaczej. Samice są upierzone podobnie do samców, jednak w bardziej matowej kolorystyce. Upierzenie jest niebiesko-czarne. Wierzch ciała i kuper pokrywają metalicznie połyskujące niebiesko-fioletowe plamki, najgęściej obsadzone od czoła po boki ciemienia. Spód ciała, skrzydła i ogon w kolorze głębokiego błękitu. Na pokrywach skrzydłowych średnich widoczne nieco srebrzyście szarych kropek. Pokrywy skrzydłowe mniejsze tworzą plamę o barwie błękitu królewskiego, jednak często niewidoczną. Osobniki młodociane mają smoliście czarne upierzenie. Odznaczają się białe stosiny piór na piersi. Tęczówka czerwonawa, o zmiennym kolorze. Dziób i nogi czarne.
U przedstawicieli innych podgatunków dziób jest żółty z różną ilością czerni na górnej krawędzi. U młodych białych pasków w upierzeniu jest niewiele lub nie ma wcale. Przedstawicieli M. c. temminckii wyróżniają większe rozmiary ciała, często też większa barwna plama na skrzydle, wyraźniej uformowany pasek na czole i bardziej brązowa tęczówka. U M. c. eugenei występują niemal te same cechy, jednak nie ma srebrzystych plamek na pokrywach skrzydłowych większych. Przedstawiciele M. c. crassirostris przypominają ptaki podgatunku nominatywnego, lecz są trochę mniejsi, z grubszym i nieco krótszym dziobem, a często też białą plamą na nasadzie lotek I rzędu na spodzie skrzydła. Najbardziej matowe upierzenie charakteryzuje przedstawicieli M. c. dichrorhynchus. Mają nieco większy dziób niż ptaki podgatunku nominatywnego. Gwizdokosy duże są do nich podobne, lecz ciemniejsze, z krótszym ogonem i większością białych motywów w upierzeniu skupioną na brzuchu i kuprze.

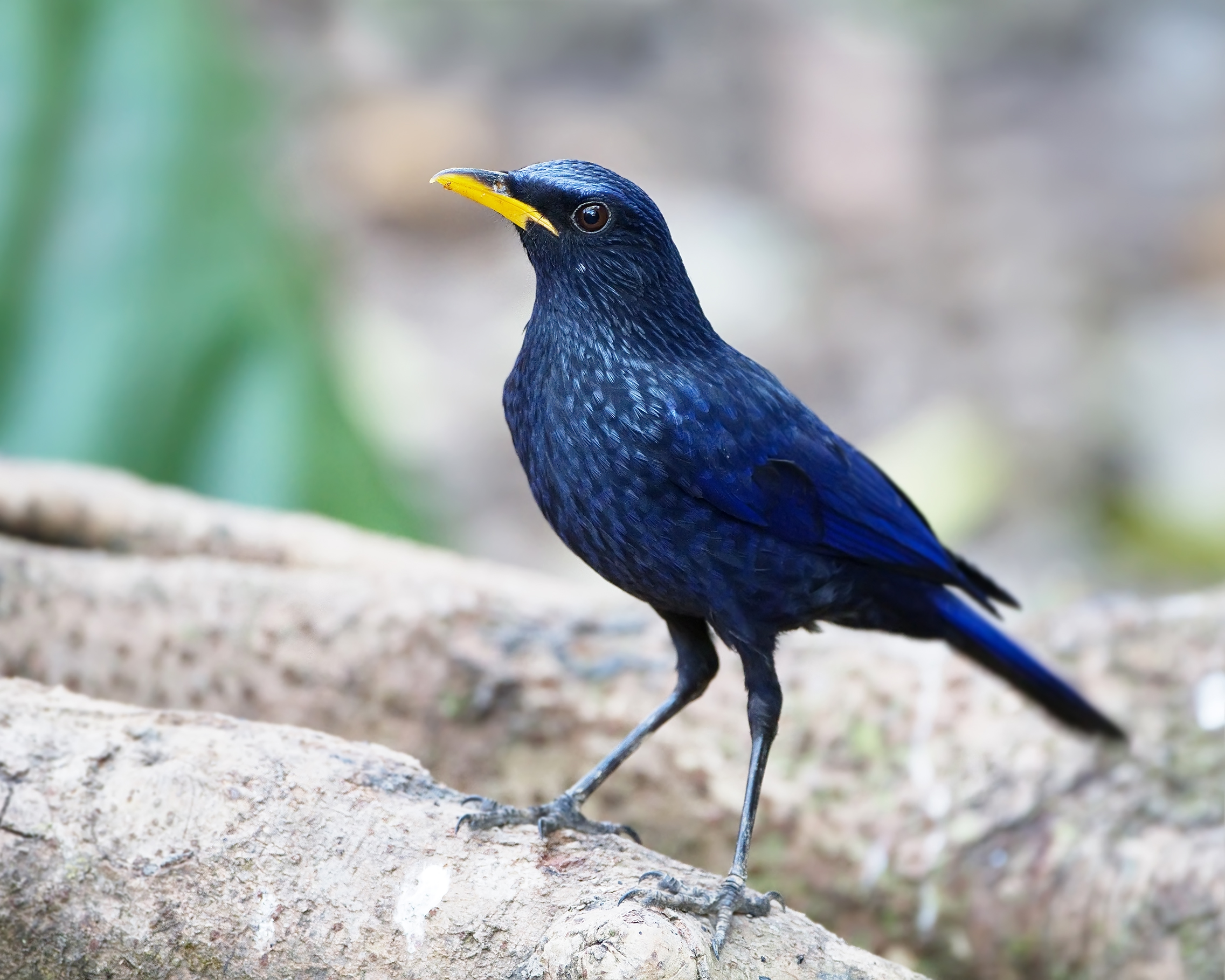
M. c. eugenei. Północna prowincja Chiang Mai, Tajlandia
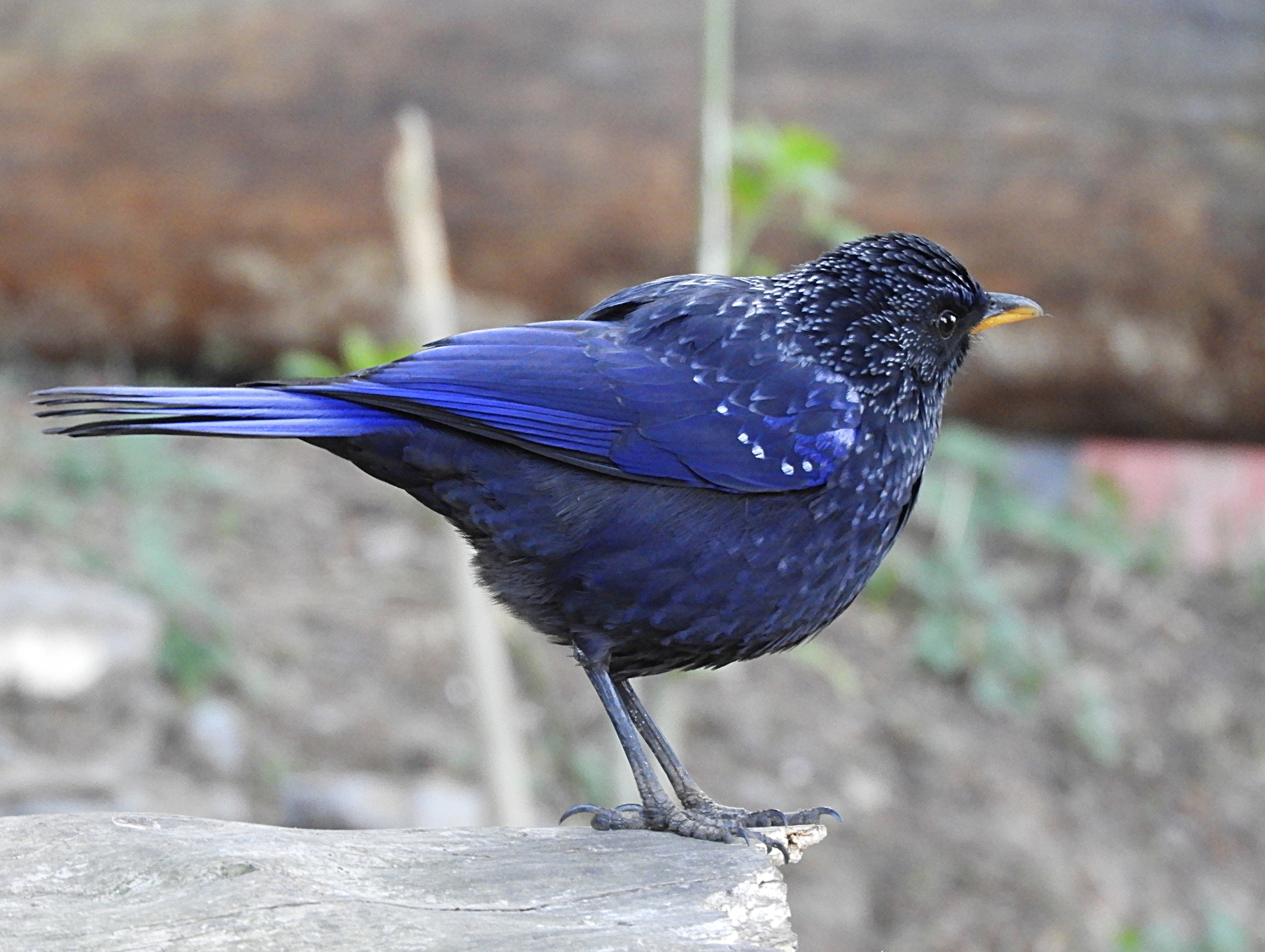
M. c. temminckii. Indie, okolice miasta Almora
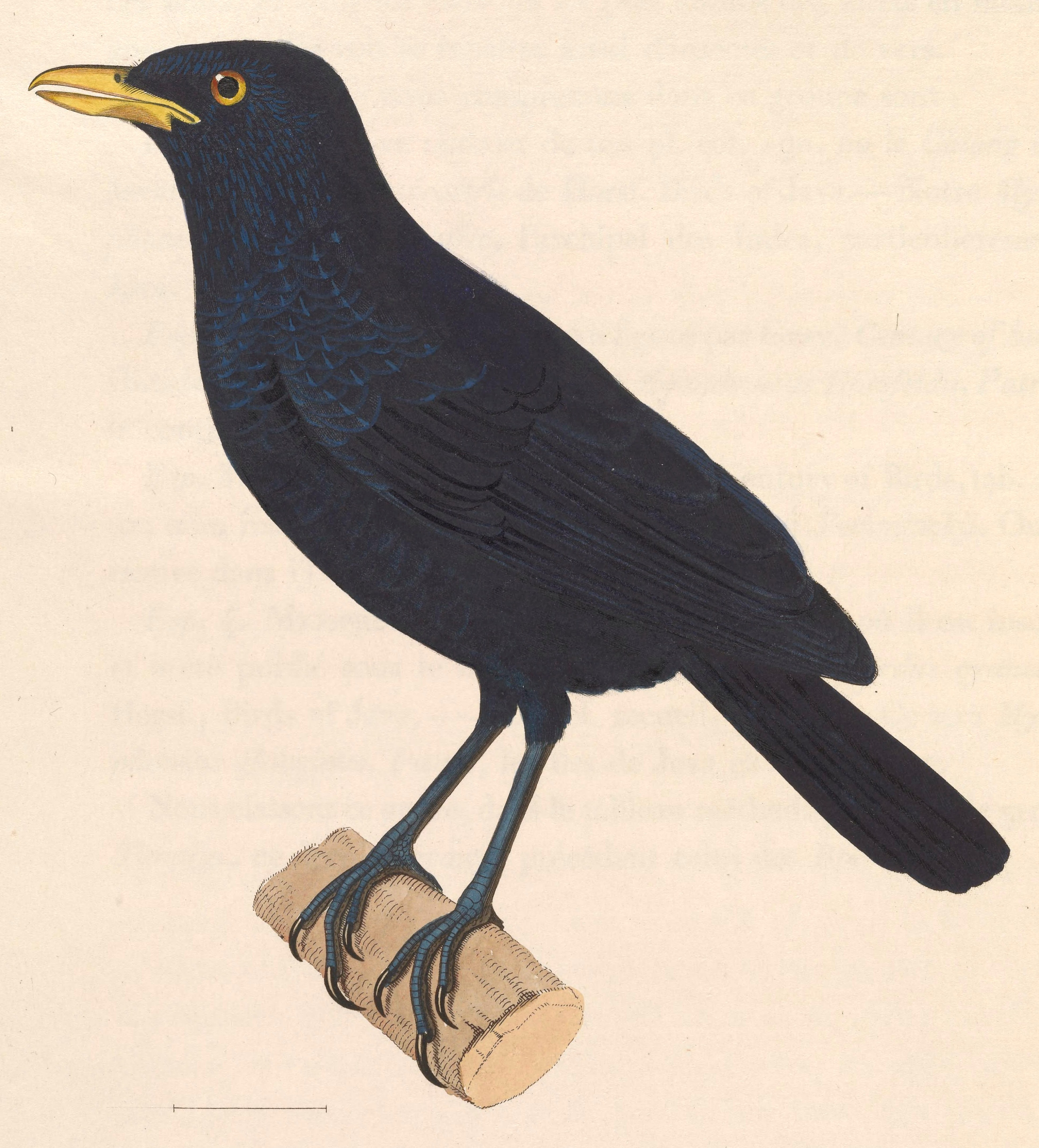
M. c. flavirostris

## Zasięg występowania
W zależności od podgatunku tereny lęgowe lub zajmowane cały rok (zimowiska nie zostały wyszczególnione) to:
- M. c. temminckii – zachodni Tienszan na południe po Afganistan, a dalej na wschód przez Himalaje i wschodni Asam po środkowe Chiny (od wschodniej części kraju po północny, zachodni i południowo-zachodni Syczuan) oraz północną i północno-wschodnią Mjanmę[5]
- M. c. caeruleus – środkowe i wschodnie Chiny[5]
- M. c. eugenei – środkowa, wschodnia i południowo-wschodnia Mjanma, zachodnia, północna i wschodnia Tajlandia, środkowe Chiny (środkowy i południowy Junnan) oraz północne i środkowe Indochiny[5]
- M. c. crassirostris – południowo-wschodnia Tajlandia, Kambodża oraz Półwysep Malajski na południe po Kedah na zachodnim wybrzeżu i Hat Yai na wschodnim[5]
- M. c. dichrorhynchus – Półwysep Malajski na południe od Kedah i Pattani oraz Sumatra[5]
- M. c. flavirostris – Jawa[5]

Areał występowania na północy sięga Kazachstanu, choć tylko terenów przygranicznych, będących częścią Ałatau Dżungarskiego. Prócz nich populacja M. c. temminckii czasem wydzielana do M. c. turkestanicus zamieszkuje południowy Kirgistan i Tadżykistan, a także Tienszan. W obrębie tego łańcucha gwizdokosy fioletowe spotykane są w paśmie Piskom, Górach Ugamskich, Ałatau Tałaskim, Górach Kirgiskich i Ałatau Zailijskim. Południowa granica zasięgu „M. c. turkestanicus” ma przebiegać przez północny Afganistan i zachodni Pamir. Tam, według źródeł uznających jego odrębność, zostaje zastąpiony przez M. c. temminckii. Jego obszar występowania sięga zachodniej granicy obszaru występowania gatunku, która przecina północno-wschodni Iran.
Z Iranu na wschód zasięg gwizdokosów fioletowych rozpościera się w górach północnego Pakistanu – od Beludżystanu (gdzie gwizdokosy fioletowe są rzadkie) przez doliny na północy stanu Chajber Pasztunchwa po Czitral, Gilgit-Baltistan i Kaszmir – w Himachal Pradesh docierając do Himalajów. Dalej ciągnie się przez północne Indie, Nepal, Bhutan, Asam, północny Bengal Zachodni, południowo-wschodni Tybet i Arunachal Pradesh. W tym stanie obszar gniazdowania M. c. temminckii dociera do długości 95–96°E. Dalej zastępuje go M. c. eugenei, którego areał występowania obejmuje już tylko północno-wschodni kraniec Indii – Mishmi Hills na wschód od rzeki Dibang. Przedstawiciele M. c. temminckii zamieszkują jeszcze położone dalej na południe obszary, aż po południową i południowo-zachodnią Mjanmę, indyjskie stany Nagaland, Manipur i Meghalaya (na płaskowyżu) oraz Bangladesz (część prowincji Ćottogram).
Przedstawiciele podgatunku nominatywnego gniazdują w środkowych i środkowo-wschodnich Chinach. Jest to obszar w przybliżeniu na południe od linii Syczuan–Hebei, a dokładnie – od południowo-wschodniej prowincji Gansu i wschodniego Syczuanu (na wschód od terenów zajmowanych przez M. c. eugenei) na wschód po Shanxi, Hebei, Jiangxi i Zhejiang, a na południe po Kuejczou, Guangdong i Fujian, a prócz tego Hongkong. Tereny lęgowe M. c. eugenei z Mishmi Hills oraz większej części Mjanmy (północy, południa, wschodu i Taninthayi) ciągną się na północ po południowe Chiny – od południowego Syczuanu po Junnan i zachodni Kuejczou. W Emei Shan zasięgi geograficzne tego podgatunku i M. c. caeruleus stykają się, ale nie wiadomo, w jakim stopniu przedstawiciele tych dwóch form mieszają się i czy w ogóle to zachodzi. Na południe zasięg M. c. temminckii dochodzi do zachodniej, północno-zachodniej i północno-wschodniej Tajlandii, Kambodży, Laosu i Wietnamu.
Półwysep Indochiński zamieszkują jeszcze 2 podgatunki. M. c. crassirostris występuje od południowo-wschodniej Tajlandii (wraz z częścią wchodzącą w półwysep) i wysp Zatoki Tajlandzkiej na południe do wysp Tarutao i Langkawi oraz dwóch malezyjskich stanów: Perlis i Kedah (północno-zachodnia Malezja). M. c. dicrorhynchus występuje na Półwyspie Malajskim, począwszy od skrajnie wysuniętej na południe części Tajlandii (prowincja Pattani) dalej na południe po malezyjskie wzgórza Selangor i północne rejony stanu Pahang. Zasiedla też Sumatrę.
Gwizdokos duży (M. c. flavirostris) to endemit Jawy.

## Ekologia i zachowanie

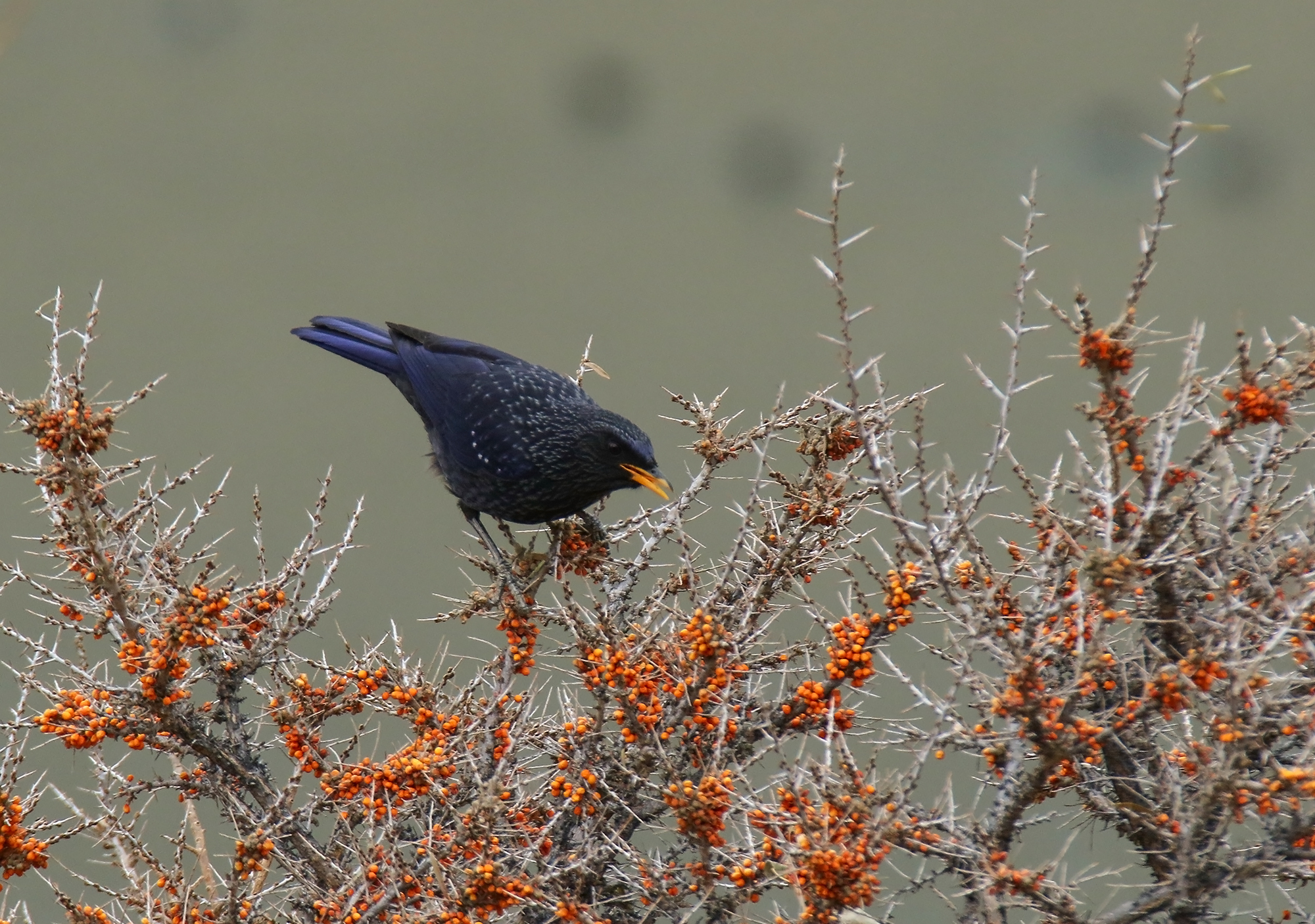
północny Gilgit-Baltistan, Pakistan

Środowiskiem życia gwizdokosów fioletowych są lasy wiecznie zielone, lasy mieszane i bardziej otwarte zarośla z porozrzucanymi większymi drzewami. Często występują w wąwozach i zagłębieniach terenu. Gniazdują na wysokościach od 1000 do 4000 m n.p.m., niekiedy zapuszczając się powyżej granicy drzew. Zimują poniżej 2400 m n.p.m., do nizin, ale niekiedy i na namorzynach. 
W Kazachstanie gniazdują w pasie lasów między 1100 a 2700 m n.p.m., preferują okolice strumieni i niewielkich wodospadów. W Bhutanie występują w pasie wysokościowym 200–4100 m n.p.m. Obszar gniazdowania znajduje się jednak głównie między 600 a 3200 m n.p.m. W zimie gwizdokosy fioletowe schodzą tam poniżej 2800 m n.p.m.  Na wzgórzach zachodniej Sumatry odnotowywane poniżej 1000 m n.p.m., w Pahanng (Malezja) – do 1800 m n.p.m., a na Jawie – 1050 m n.p.m.
Gwizdokosy fioletowe trzymają się podszytu i podłoża. Przebywają niedaleko różnych cieków, od niewielkich strumieni płynących po dość płaskim terenie po duże rzeki o szybszym nurcie, ale czasem dosyć daleko od wody. Pojawiają się przy leśnych ścieżkach oraz traktach przemierzanych przez juczne muły. W północno-wschodniej Mjanmie są to typowe ptaki nawadnianych tarasów rolnych. Na wyspach Langkawi (Malezja) występują na namorzynach, ale i w zakrzewieniach oraz wysokich lasach. W Hongkongu reglarnie pojawiają się w parkach i ogrodach oraz na niewielkich przybrzeżnych wysepkach. Często przybywają na wychodnie wapieni. Wchodzą do jaskiń oraz do kanałów odpływowych i przepustów pod jezdniami.

### Pożywienie
Pożywieniem gwizdokosów fioletowych są bezkręgowce – chrząszcze (w tym wodne oraz żywiące się odchodami), mrówkowate i inne błonkówki, larwy karaczanów, ślimaki muszlowe i ślimaki nagie, dżdżownice oraz kraby. Zjadają też kijanki. Z pokarmu roślinnego zjadają jagody i ziarno. Istnieją doniesienia o diecie całkowicie zdominowanej przez ślimaki, bez doprecyzowania miejsca i czasu, do których się odnoszą. Gwizdokosy fioletowe mogą rozbijać ślimaki o kamienie, w gęściej zasiedlonych obszarach pod „kuźniami” może zebrać się sterta połamanych muszli. Obserwowano znoszenie do gniazda pędraków.

### Lęgi
W północnej i zachodniej części zasięgu okres lęgowy gwizdokosów fioletowych trwa od kwietnia do sierpnia. W Nepalu trwa on od kwietnia do lipca. Na południowym krańcu Mjanmy lęgi odbywają się od lutego do kwietnia, w pozostałej części kraju – później. Na Półwyspie Malajskim lęgi trwają od stycznia do maja, a na Jawie – od października do kwietnia. W ciągu sezonu gwizdokosy fioletowe wyprowadzają dwa lęgi, wyjątkiem są populacje żyjące na dużych wysokościach.
Gniazdo ma formę zwalistej struktury o kształcie zbliżonym do czarki. Budulec stanowią mchy oraz ich chwytniki połączone delikatnymi trawami, łodyżkami liściowymi, częściowo rozłożonymi liśćmi z zachowanym użyłkowaniem, wąsami czepnymi oraz drobnymi korzonkami. W konstrukcję mogą być wplecione też kawałki kory. Jej ukończenie zajmuje 6–10 dni. Gniazda są umieszczane od 0,1 do 10 m nad podłożem, na półce skalnej lub na wiszącej skarpie, w jaskini lub szczelinie skalnej nieopodal szybko płynącej wody, czasem też w rozwidleniu gałęzi, w starej dziupli, pod mostem, na belce lub krokwi w stojącym na uboczu domu albo świątyni. Może być użyte w kolejnych latach, najdłuższy zaobserwowany czas to 6 lat. Nie zawsze ponownie zajmuje je ta sama para. Zdarza się budowa drugiego gniazda na kolejny lęg w roku.
W zniesieniu znajduje się od 2 do 5 jaj, na Półwyspie Malajskim i na Jawie stwierdzano tylko 2 lub 3. Wymiary średnie 200 jaj M. c. temminckii: 35,8 na 24,8 mm. 8 jaj M. c. crassirostris/M. c. dichrorhynchus mierzyło 39,7–33,3 na 27,9–26,0 mm. Skorupa ma barwę białawą, jasnoszaroniebieską, oliwkowoszarą, szarozieloną albo płową; pokrywają ją czerwonawe albo brązowawe plamki. Wysiadywanie trwa 17–18 dni, zajmuje się nim tylko samica. Młodymi opiekuje się jednak wraz z samcem. Kukułki krogulcze (Hierococcyx sparverioides) są pasożytami lęgowymi gwizdokosów fioletowych.

## Status i zagrożenia
IUCN uznaje gwizdokosa fioletowego za gatunek najmniejszej troski (LC, Least Concern) od 1988 (stan w 2021). BirdLife International uznaje trend liczebności populacji za trudny do ustalenia.